# NGC 6538
NGC 6538 est une petite galaxie spirale située dans la constellation du Dragon. Sa vitesse par rapport au fond diffus cosmologique est de 1 275 ± 36 km/s, ce qui correspond à une distance de Hubble de 18,8 ± 1,4 Mpc (∼61,3 millions d'al). NGC 6538 a été découverte par l'astronome américain Lewis Swift en 1886.